# 6000D

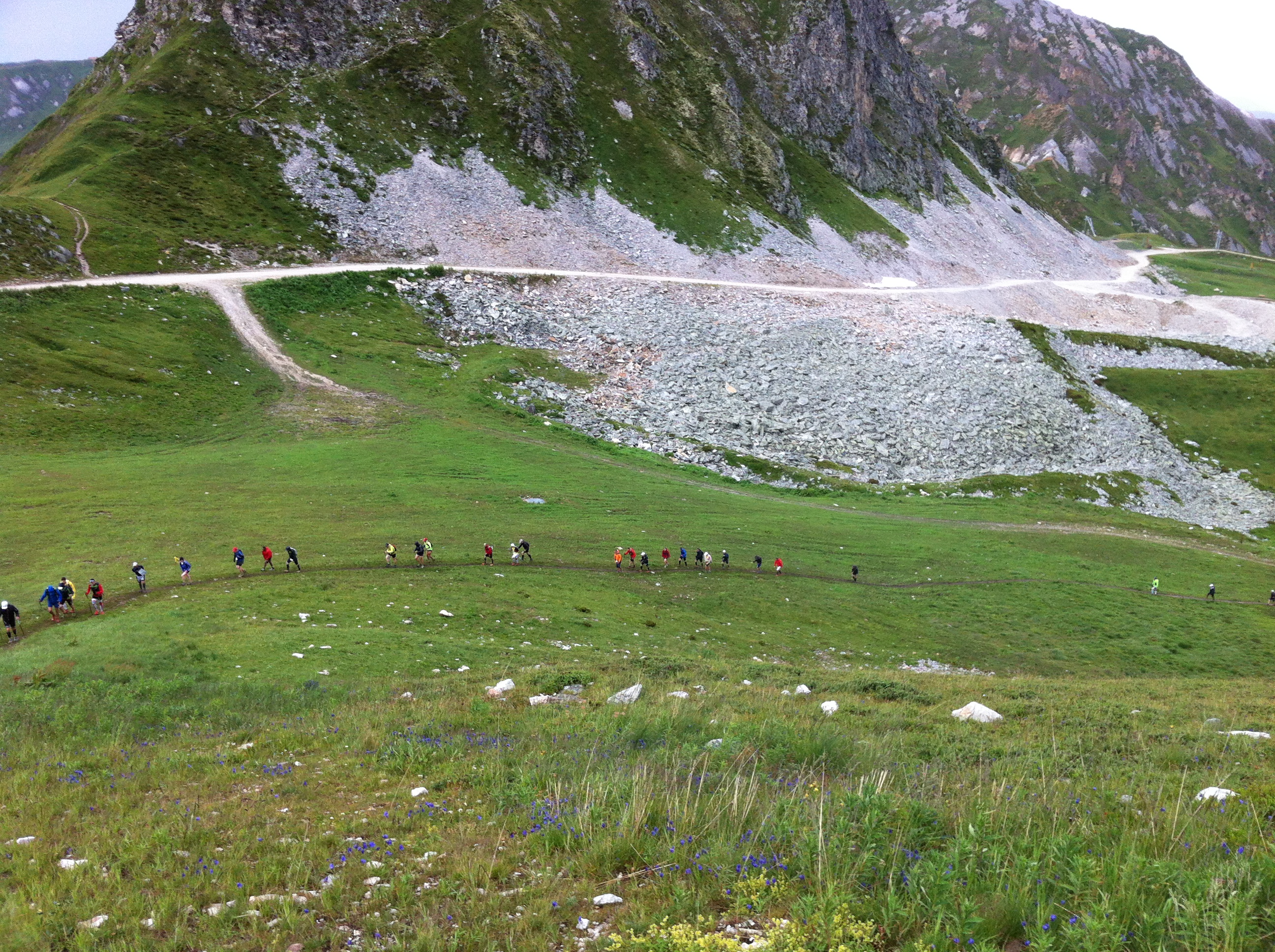
6000D en 2012

La 6000D est un évènement sportif en France composé de plusieurs trails (course à pied) en pleine nature et de longue durée autour de la station de ski de La Plagne (Savoie). L’évènement tire son nom du dénivelé initial de l'épreuve : 3000 m de dénivelé positif, donc 6000 m de dénivelé en tout. Le départ et l'arrivée ont lieu à Aime.

## Histoire
La première édition de la 6000D a vu le jour du 11 août 1990 à l'initiative de six animateurs de la station de La Plagne.
L'édition 2020 est annulée en raison de la pandémie de Covid-19. 

## Les courses
- En 2009 et 2010, la 6000D comportait une course d'ultra trail de près de 110 km et 5 800 m de dénivelé positif.
- Jusqu'en 2008, l'épreuve principale comptait 55 km et 3 000 m de dénivelé positif, d'où le nom de l'épreuve (3000 m D+ et 3000 m D-); mais elle fut rallongée de 5 km en 2009. Depuis 2010, l'épreuve principale est prévue 65 km et 4 000 m de dénivelé positif, ce qui peut varier selon la météo. Elle démarre de Aime dans la vallée. Les coureurs effectuent une longue ascension de la roche de Mio (2 681 m) entrecoupée d'une courte descente au centre de la station de La Plagne (1 979 m) pour un ravitaillement. L'ascension passe notamment par la piste de bobsleigh. Après une descente au col de la Frête ou de la Chiaupe (2 492 m) et un nouveau ravitaillement, les trailers entament l'ascension du plus haut télésiège de la station, celui de la Traversée (3 047 m), situé au pied du glacier de Bellecôte. Après une descente de 6 km environ, les coureurs grimpent la dernière principale difficulté : le col de l'Arpette (2 337 m ou 2 380 m). La suite est une longue descente avec cependant quelques courtes côtes jusqu'à Aime (673 m).
- Le trail des 2 lacs est long de 23,5 km avec deux ascensions principales : la Roche de Mio (2 681 m) et le col de l'Arpette (2 337 m ou 2 380 m) et un départ et une arrivée à Plagne Bellecôte (1 924 m)
- La plus courte épreuve, la 6 Découverte est un parcours de 11 km comportant trois ascensions: Le Dou du Praz (2 135 m), Plagne Aime 2000 (2 110 m) et la Fromagerie (2 151 m) avec une arrivée et un départ à Plagne Bellecôte (1 924 m).

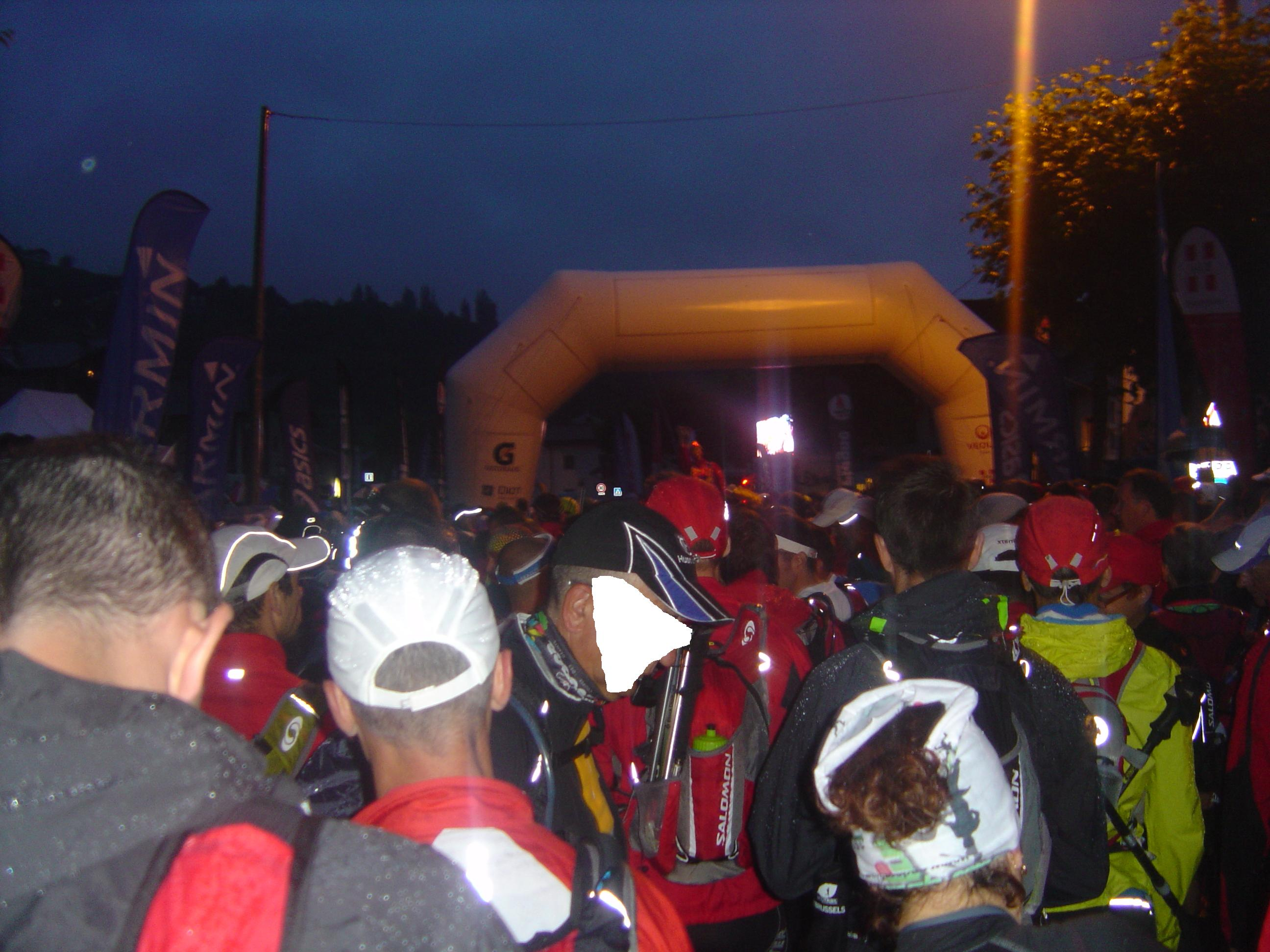
Départ de la 6000D
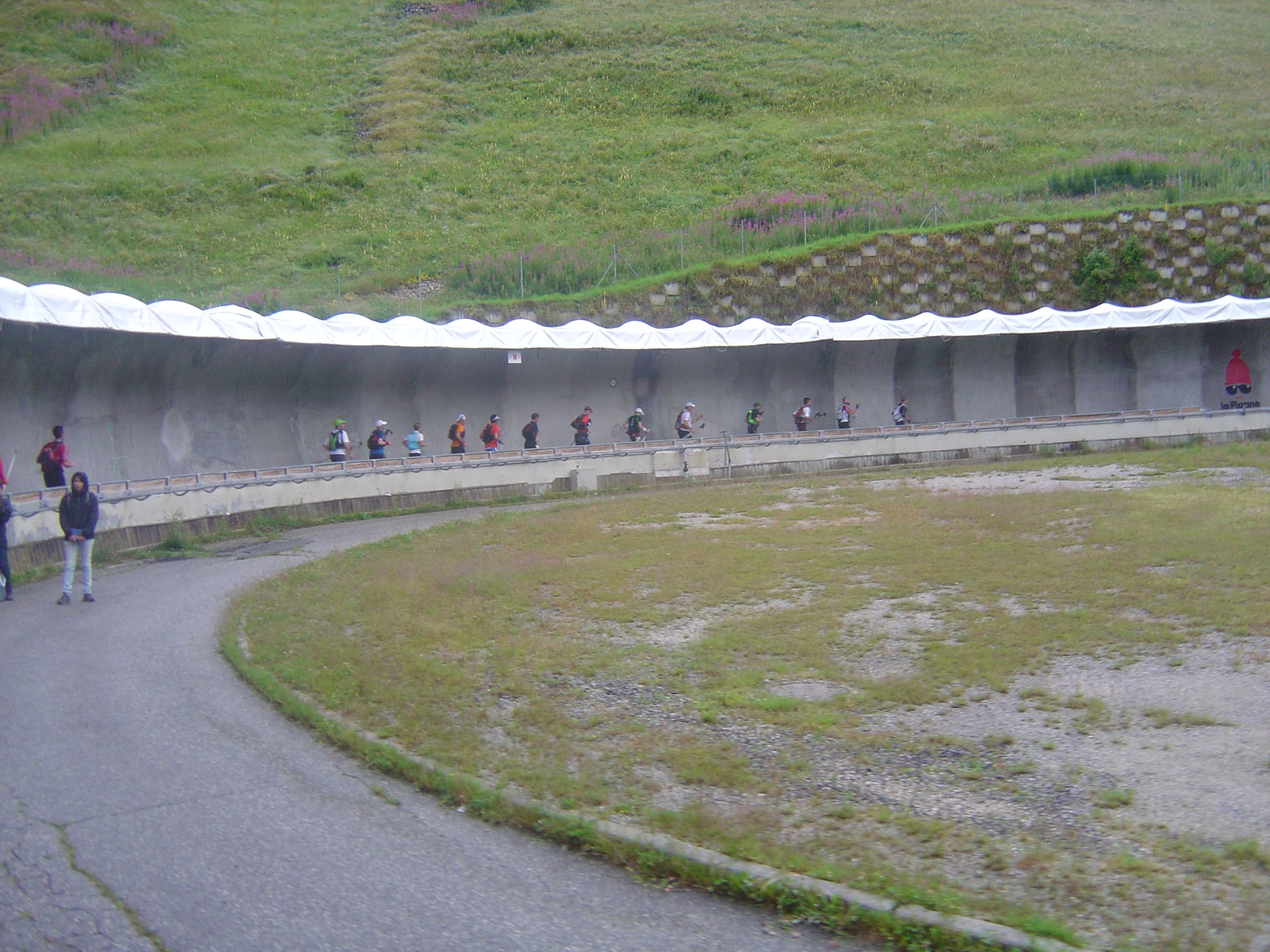
Passage dans la piste de bobsleigh sur la 6000D
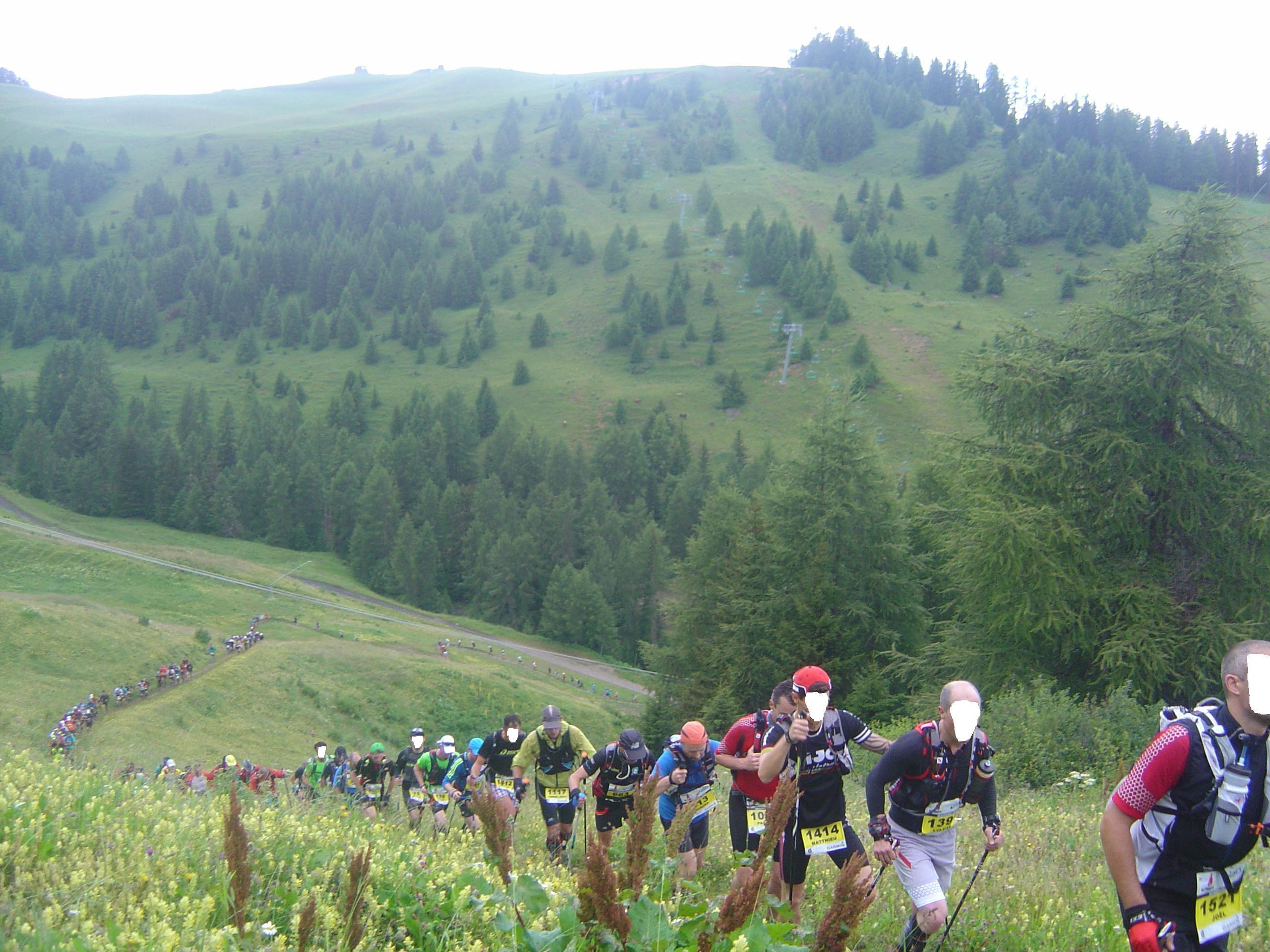
Passage raide avant Plagne Aime 2000
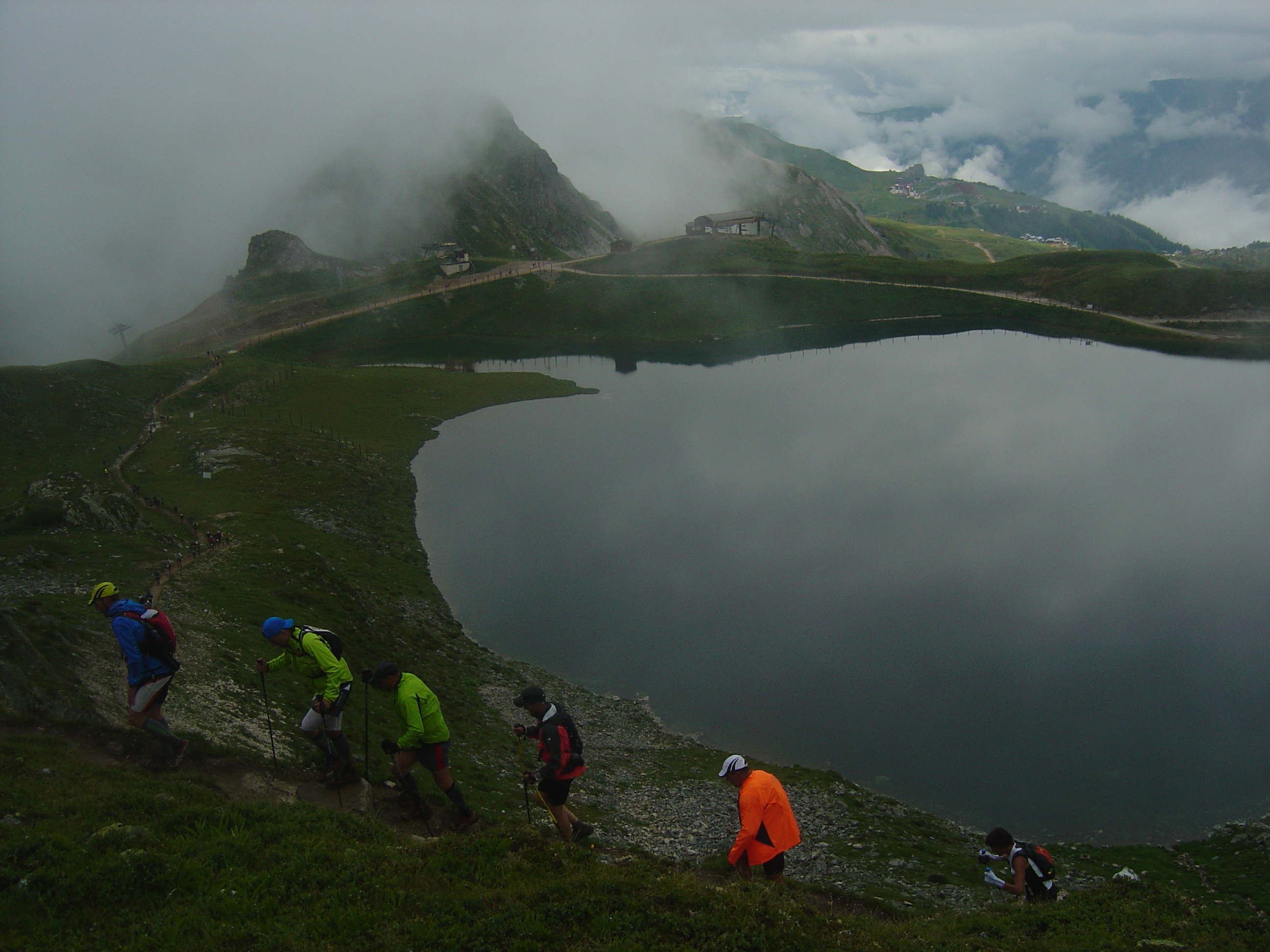
Plan d'eau entre le télèsiège de Quilis (2 363 m) et la roche de Mio (2 681 m)
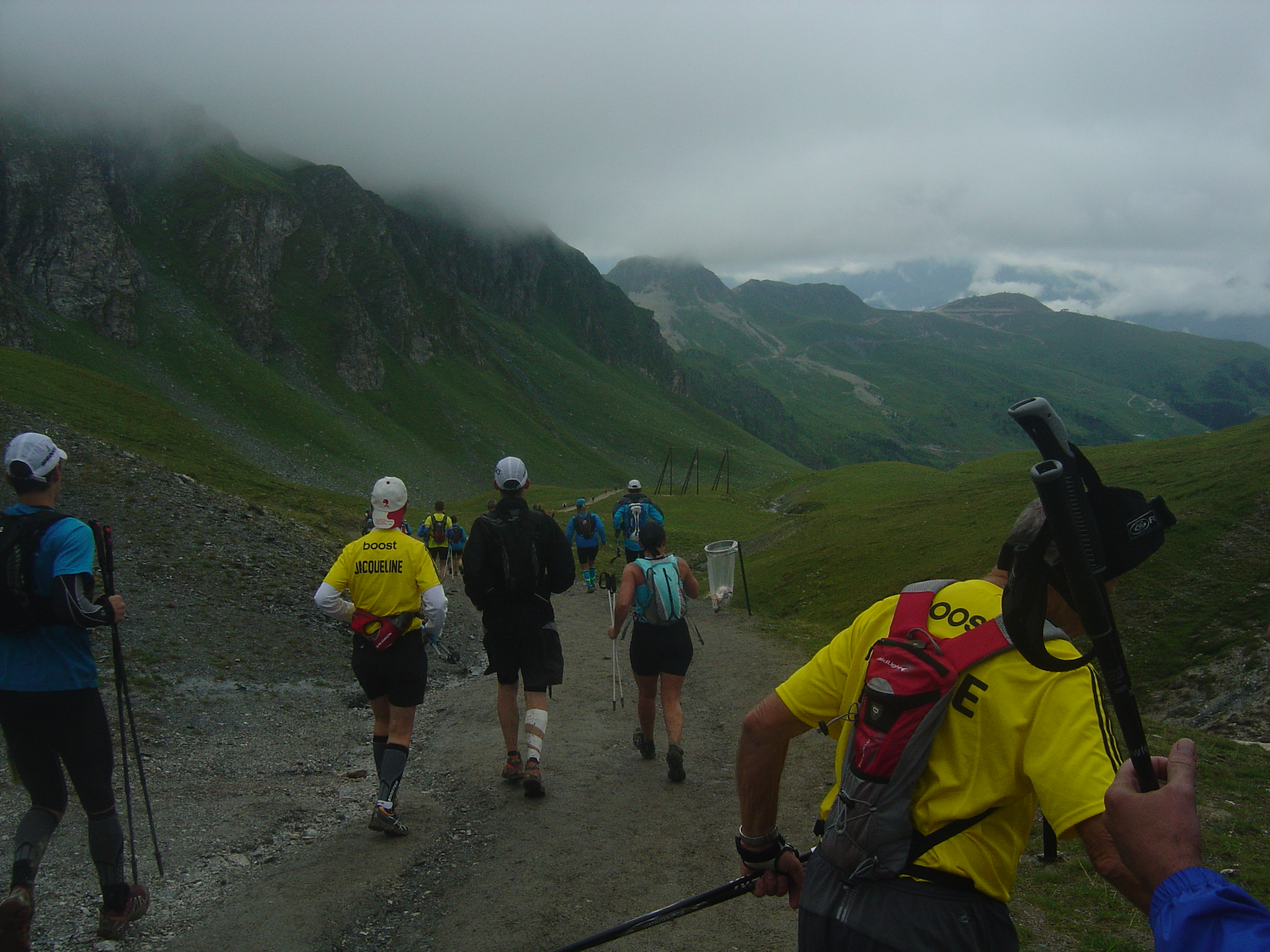
Début de la descente du col de la Frête ou de la Chiaupe (2 492 m)
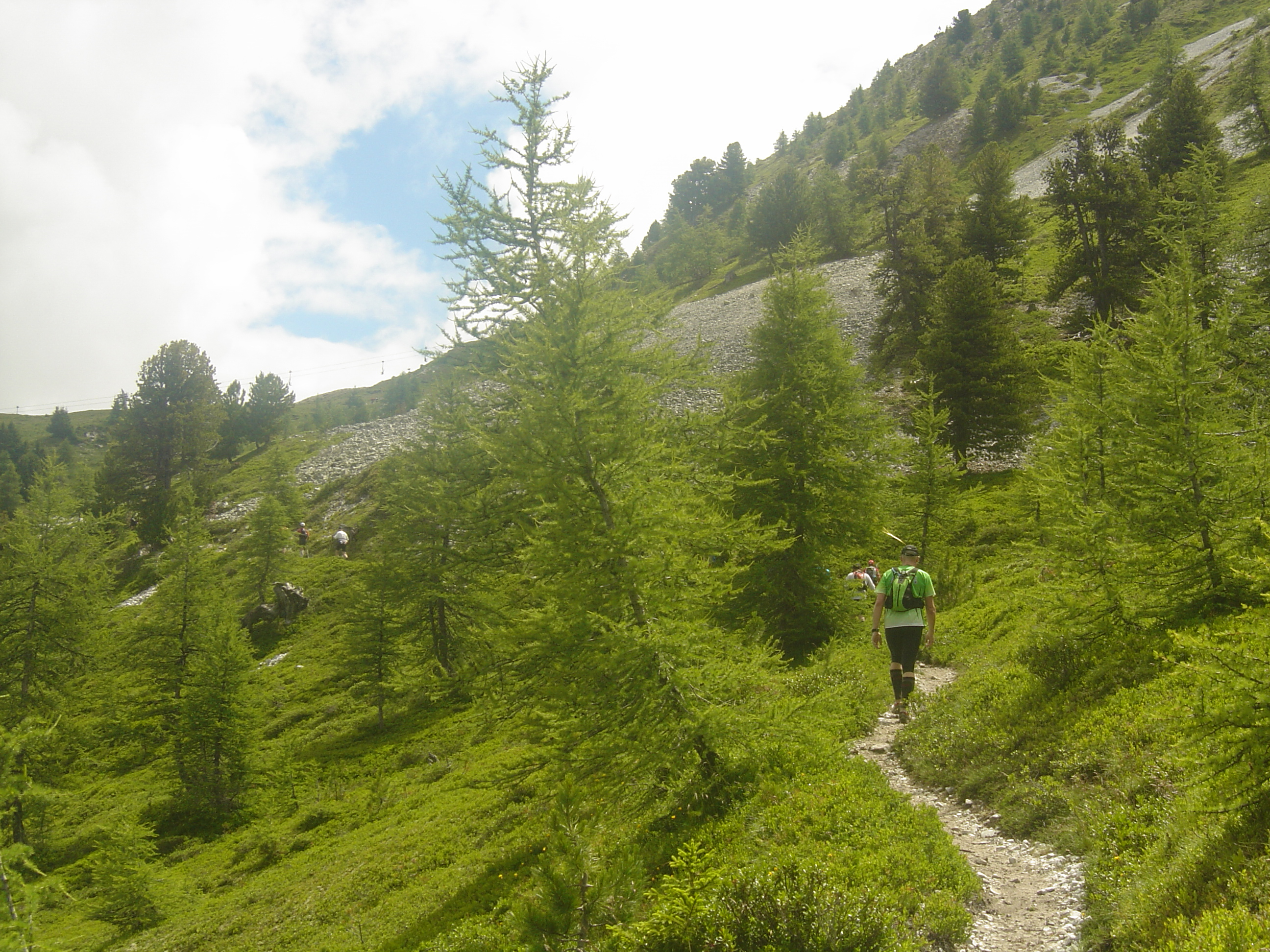
Ascension du col de l'Arpette

## Organisation et sponsoring
L'organisation de la 6000D travaille avec plusieurs sponsors. Par exemple, elle est en partenariat avec Gatorade pour les boissons sportives versées sur les ravitaillements et avec l'équipementier Asics donc le maillot offert aux arrivants est issu de cette marque. Garmin assure des stands ventant les montres spéciales pour sportifs et GPS.
Le chronométrage des coureurs est assuré par plusieurs points de contrôle avec pointage électronique et des puces au verso du dossard.

## Ambiance
La gratuité des télésièges le jour de la course et le prénom des coureurs inscrit sur le dossard permettent aux spectateurs de les encourager.

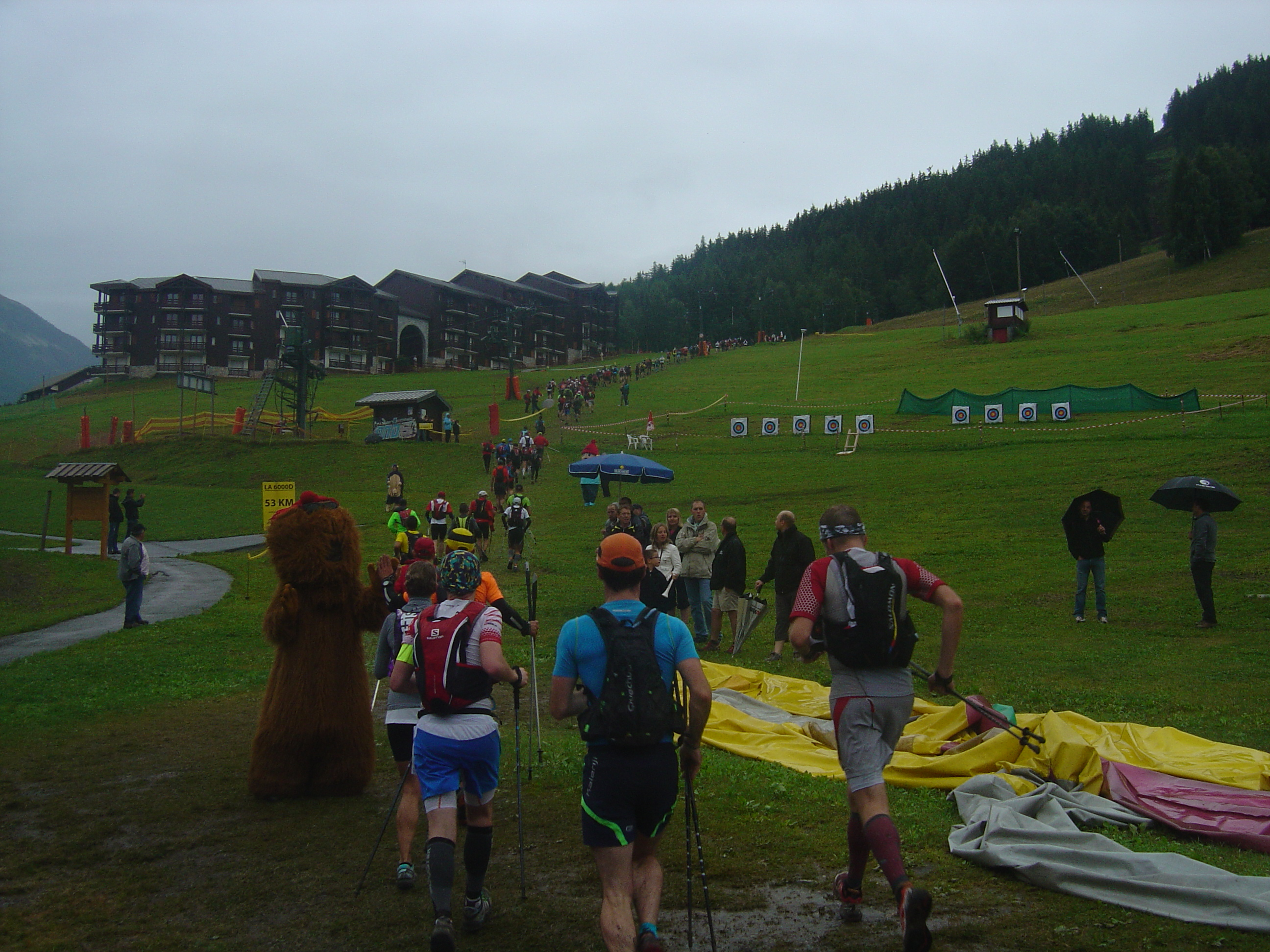
Animation au passage de Montalbert (1 350 m)
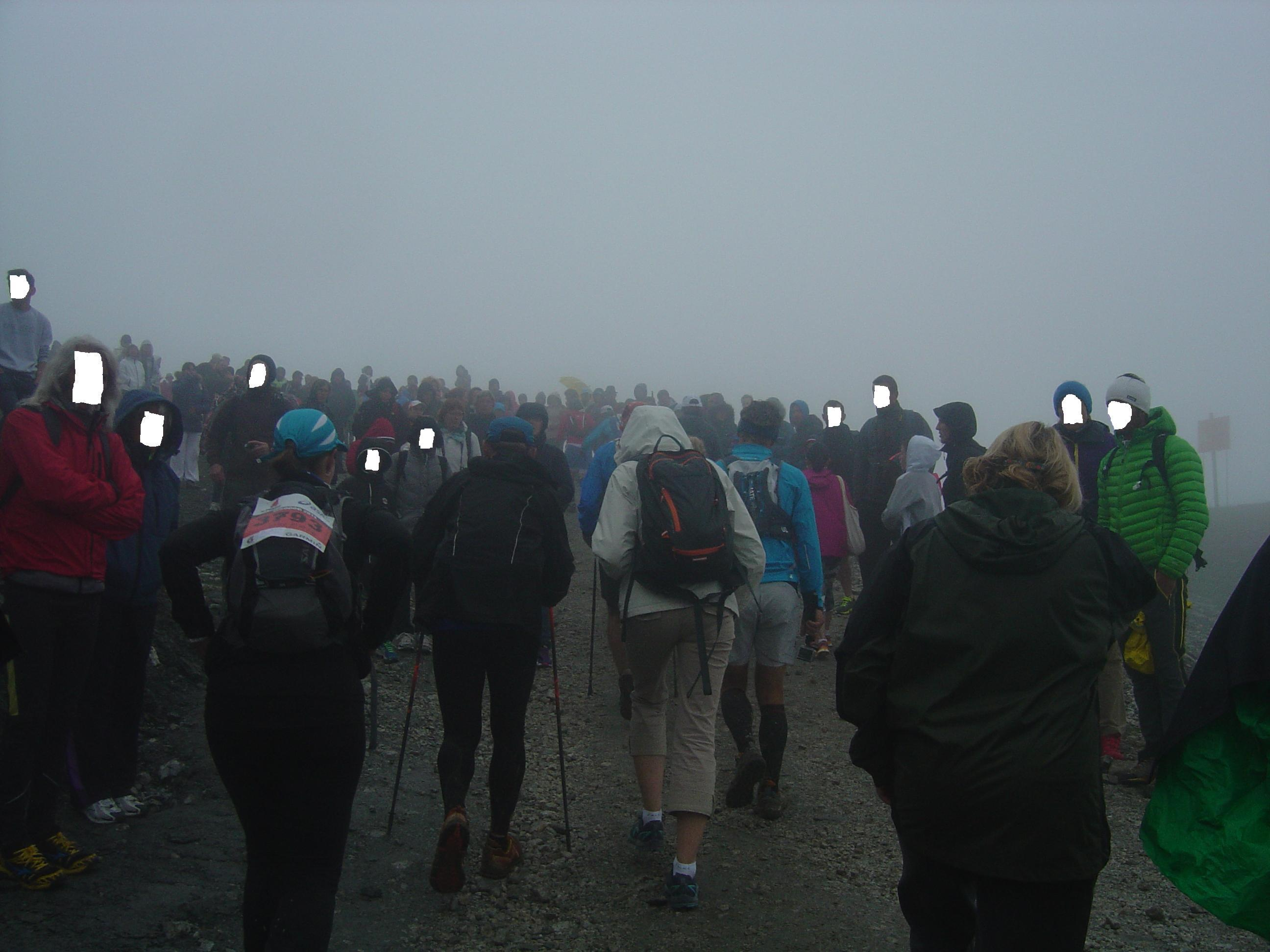
Spectateurs encourageant les coureurs au passage de la Roche de Mio (2 681 m)

## Palmarès
| Édition | Date            | Hommes                                              | Hommes                                              | Hommes                                              | Femmes                                              | Femmes                                              | Femmes                                              |
| ------- | --------------- | --------------------------------------------------- | --------------------------------------------------- | --------------------------------------------------- | --------------------------------------------------- | --------------------------------------------------- | --------------------------------------------------- |
|         |                 | Rang                                                | Athlète                                             | Temps                                               | Rang                                                | Athlète                                             | Temps                                               |
| 1re     | 29 juillet 1990 | 1er                                                 | Jean-Marie Germain                                  | 5 h 02 min 51 s                                     | 53e                                                 | Christiane Nawi                                     | 6 h 39 min 39 s                                     |
| 2e      | 28 juillet 1991 | 1er                                                 | Jean-Dominique Calbera                              | 4 h 56 min 03 s                                     | 54e                                                 | Isabelle Olive                                      | 6 h 35 min 02 s                                     |
| 3e      | 26 juillet 1992 | 1er                                                 | Jairo Correa                                        | 4 h 51 min 24 s                                     | 31e                                                 | Corinne Favre                                       | 5 h 59 min 16 s                                     |
| 4e      | 25 juillet 1993 | 1er                                                 | Petr Novak                                          | 4 h 41 min 06 s                                     | 23e                                                 | Ruth Pickvance                                      | 5 h 22 min 25 s                                     |
| 5e      | 31 juillet 1994 | 1er                                                 | Leonid Tikhonov                                     | 4 h 26 min 45 s                                     | 24e                                                 | Ruth Pickvance                                      | 5 h 28 min 51 s                                     |
| 6e      | 30 juillet 1995 | 1er                                                 | Igor Bucek                                          | 4 h 26 min 51 s                                     | 36e                                                 | Corinne Favre                                       | 5 h 35 min 02 s                                     |
| 7e      | 28 juillet 1996 | 1er                                                 | Igor Bucek                                          | 4 h 38 min 04 s                                     | 24e                                                 | Corinne Favre                                       | 5 h 17 min 54 s                                     |
| 8e      | 27 juillet 1997 | 1er                                                 | Leonid Tikhonov                                     | 4 h 21 min 45 s                                     | 26e                                                 | Corinne Favre                                       | 5 h 14 min 38 s                                     |
| 9e      | 26 juillet 1998 | 1er                                                 | Leonid Tikhonov                                     | 4 h 17 min 17 s                                     | 10e                                                 | Corinne Favre                                       | 4 h 51 min 50 s                                     |
| 10e     | 25 juillet 1999 | 1er                                                 | Leonid Tikhonov                                     | 4 h 18 min 04 s                                     | 24e                                                 | Corinne Favre                                       | 5 h 13 min 08 s                                     |
| 11e     | 29 juillet 2000 | 1er                                                 | Simon Booth                                         | 4 h 26 min 09 s                                     | 38e                                                 | Karine Herry                                        | 5 h 31 min 42 s                                     |
| 12e     | 29 juillet 2001 | 1er                                                 | Simon Booth                                         | 4 h 22 min 38 s                                     | 15e                                                 | Corinne Favre                                       | 5 h 11 min 20 s                                     |
| 13e     | 28 juillet 2002 | 1er                                                 | Simon Booth                                         | 4 h 24 min 48 s                                     | 8e                                                  | Corinne Raux                                        | 4 h 55 min 08 s                                     |
| 14e     | 27 juillet 2003 | 1er                                                 | Eric Sagnard                                        | 4 h 41 min 41 s                                     | 42e                                                 | Corinne Favre                                       | 5 h 32 min 50 s                                     |
| 15e     | 25 juillet 2004 | 1er                                                 | Robert Jebb                                         | 4 h 18 min 01 s                                     | 31e                                                 | Corinne Favre                                       | 5 h 17 min 28 s                                     |
| 16e     | 31 juillet 2005 | 1er                                                 | Robert Jebb                                         | 4 h 09 min 44 s                                     | 36e                                                 | Corinne Favre                                       | 5 h 12 min 30 s                                     |
| 17e     | 30 juillet 2006 | 1er                                                 | Pascal Michiels                                     | 4 h 25 min 39 s                                     | 14e                                                 | Corinne Favre                                       | 5 h 09 min 39 s                                     |
| 18e     | 29 juillet 2007 | 1er                                                 | Dawa Sherpa                                         | 4 h 41 min 56 s                                     | 16e                                                 | Corinne Favre                                       | 5 h 14 min 26 s                                     |
| 19e     | 25 juillet 2008 | 1er                                                 | Nick Sharp                                          | 4 h 43 min 17 s                                     | 22e                                                 | Corinne Favre                                       | 5 h 31 min 11 s                                     |
| 20e     | 24 juillet 2009 | 1er                                                 | Dawa Sherpa                                         | 5 h 44 min 37 s                                     | 21e                                                 | Maud Gobert                                         | 6 h 48 min 46 s                                     |
| 21e     | 23 juillet 2010 | 1er                                                 | Lionnel Bonnel                                      | 5 h 52 min 06 s                                     | 13e                                                 | Maud Gobert                                         | 6 h 36 min 18 s                                     |
| 22e     | 30 juillet 2011 | 1er                                                 | Fabien Antolinos                                    | 5 h 44 min 07 s                                     | 23e                                                 | Fiona Porte                                         | 6 h 38 min 04 s                                     |
| 23e     | 28 juillet 2012 | 1er                                                 | Patrick Bringer                                     | 4 h 39 min 19 s                                     | 18e                                                 | Maud Gobert                                         | 5 h 28 min 53 s                                     |
| 24e     | 27 juillet 2013 | 1er                                                 | Stéphane Ricard Sébastien Spehler                   | 6 h 03 min 34 s                                     | 27e                                                 | Aline Coquard                                       | 7 h 30 min 00 s                                     |
| 25e     | 26 juillet 2014 | 1er                                                 | Sébastien Spehler                                   | 5 h 37 min 44 s                                     | 26e                                                 | Maud Gobert                                         | 6 h 51 min 31 s                                     |
| 26e     | 25 juillet 2015 | 1er                                                 | Sébastien Spehler                                   | 5 h 56 min 03 s                                     | 37e                                                 | Stéphanie Duc                                       | 7 h 28 min 24 s                                     |
| 27e     | 30 juillet 2016 | 1er                                                 | Sébastien Spehler                                   | 5 h 55 min 59 s                                     | 36e                                                 | Sandra Martin                                       | 7 h 06 min 45 s                                     |
| 28e     | 29 juillet 2017 | 1er                                                 | Germain Grangier                                    | 6 h 11 min 03 s                                     | 36e                                                 | Jocelyne Pauly                                      | 7 h 35 min 50 s                                     |
| 29e     | 28 juillet 2018 | 1er                                                 | Eric Mangeh Mbacha                                  | 5 h 55 min 03 s                                     | 22e                                                 | Maryline Nakache                                    | 7 h 33 min 32 s                                     |
| 30e     | 28 juillet 2019 | 1er                                                 | Martin Kern                                         | 6 h 25 min 27 s                                     | 5e                                                  | Mimmi Kotka                                         | 7 h 01 min 11 s                                     |
| -       | 2020            | Course annulée en raison de la pandémie de Covid-19 | Course annulée en raison de la pandémie de Covid-19 | Course annulée en raison de la pandémie de Covid-19 | Course annulée en raison de la pandémie de Covid-19 | Course annulée en raison de la pandémie de Covid-19 | Course annulée en raison de la pandémie de Covid-19 |
| 31e     | 24 juillet 2021 | 1er                                                 | Stéphane Ricard                                     | 6 h 12 min 26 s                                     | 11e                                                 | Mimmi Kotka                                         | 7 h 16 min 39 s                                     |
| 32e     | 30 juillet 2022 | 1er                                                 | Beñat Marmissolle                                   | 6 h 20 min 58 s                                     | 22e                                                 | Lucie Bidault                                       | 7 h 41 min 08 s                                     |
| 33e     | 29 juillet 2023 | 1er                                                 | Jan Baudet                                          | 6 h 20 min 45 s                                     | 34e                                                 | Coralie Blanchard                                   | 8 h 00 min 26 s                                     |
| 34e     | 27 juillet 2024 | 1er                                                 | Antoine Thiriat                                     | 5 h 54 min 28 s                                     | 48e                                                 | Lucie Bidault                                       | 7 h 54 min 18 s                                     |
| 35e     | 2 août 2025     | 1er                                                 | Sébastien Spehler                                   | 6 h 10 min 18 s                                     | 38e                                                 | Kaline Osaki                                        | 7 h 49 min 27 s                                     |